# 道産子ギャルはなまらめんこい
『道産子ギャルはなまらめんこい』（どさんこギャルはなまらめんこい）は、伊科田海による日本の漫画作品。

## 概要
北海道北見市を舞台に東京から引っ越してきた男子高校生といわゆるギャルで道産子の女子高校生の交流を描くラブコメディ。『少年ジャンプ+』（集英社）にて、2019年9月4日より2024年9月11日まで連載された。北海道弁で「なまら」は「たいそう」「非常に」、「めんこい」は「かわいい」「かわいらしい」の意。
伊科田の読切『インスタントギャルメンコちゃん』が前身。同作をもとに2019年1月3日に『少年ジャンプ+』にて読切版を掲載。好評だったため連載化された。
2020年4月から5月にかけ、本編が2年生編に入るのを機に一時休載された。『週刊少年ジャンプ』（同社）2021年1号に出張版読切が掲載された。
第1巻は発売後即重版された。2023年4月時点で単行本の累計発行部数は50万部を突破している。
伊科田は「北見の人なら思わず笑みを浮かべてしまうような作品になったと思います」「キャラクターを通し、自分が感じている地元北海道の魅力を少しでも感じてもらい、一人でも多くの人が北見や北海道を訪れるきっかけになれば」と語っている。
2024年8月14日、伊科田より5周年となる9月11日の119話の配信分で連載を終了することが告知された。

## ストーリー
東京から「家庭の事情」で、北海道北見市にある北稜高等学校に転校した男子高校生の四季翼は、クラスメイトでギャルの冬木美波と出会う。当初は美波を苦手なタイプだと思っていた翼であったが、素直で心優しい彼女に惹かれていることを自覚するようになり、いつしか彼女から目が離せなくなってしまう。
美波との仲が急接近する中、翼はクラスメイトの中に自分の好みにぴったりである秋野沙友理がいたことを知る。紆余曲折の末、三人はスキー教室を経て行動を共にするようになり、次第に恋愛を意識するようになっていく。
一方、祖母から期末テストで「10位以内に入らなければ東京に返す」という条件を突き付けられ、隣に住んでいる一つ年上の先輩・夏川怜奈に勉強を教えてもらうことになった翼は、歴史好きの彼女と和服デートをすることになり、それをキッカケにして距離を縮めていく。

## 登場人物
声の項は特記がない限り、テレビアニメ版の声優。

### 主要人物
四季 翼（しき つばさ）
声 - 島﨑信長、倉持若菜（子供） / 仁科諒亮（ボイスコミック）
本作の主人公。1年4組→2年4組に所属する、東京から来た男子高校生。誕生日は4月4日。美波からの愛称は「つばちゃ」で、ゲームでは「はねこと」と名乗る。都会育ちとは思えない程に純朴な性格で、自己評価が低い。即興で曲の耳コピが出来るほどピアノが得意。東京でモテたことは無いが、時々無意識で喋った発言で女性陣を赤面させてしまうことがあり、沙友理からは自身より先に冬木家に出入りしていたことでスケベ扱いされたこともある。
コンビニの買い食いを始め、祭りに行くこと、カップ麺、ゲームなど体験したことがかなり少ない箱入り状態だったが、美波達と関わることで様々な体験をしていく。そして、北海道での生活に慣れて行く中で美波達の影響を受け、時々「したっけ」「なまら」などの方言が出るようになった。
沙友理のような黒髪で清楚・真面目な女の子が好みだが、北海道に来て早々から全く真逆かつ苦手なタイプの美波と出会う。距離の近さに戸惑いこそ見せていたが、交友を深めるうちに素直で心優しい一面に惹かれて恋愛感情を抱くようになり、2年の春にはミサンガを共有する関係に発展した。好意が強かったのか、東藻琴芝桜公園のデートで美波が留学を告げた際には、不意に涙を見せてしまった程である。
美波にお金持ちかと問われた際は否定しているが、現在の住居も美波から「お城」と評される程の豪邸であり、過去の回想においても背景に小さな橋のある池を含む巨大な庭が見えていたことや、子供の頃から通っていた沢山の習い事から、実家はかなりのお金持ちと思われる。
頭は良い方で、後述する楓の命令で怜奈の力を借りながら猛勉強に取り組んだ結果、5教科総合得点が480点で学年176人中3位の好成績を残した。
冬木 美波（ふゆき みなみ）
声 - 佐倉綾音 / 小山百代（ボイスコミック）
本作のヒロインで、1年4組→2年4組所属。翼とクラスメイトの女子高校生で、愛称は「ふゆみな」。腰の辺りまで伸ばした金髪のロングヘアーで、頭頂部のアホ毛が特徴。寒さに強く、冬は制服の下に薄いピンク色のカーディガンで、下はミニスカートと生足の格好でも平気。いわゆるギャルかつ道産子で方言が強い。方言は一家（後述）揃って強い模様。
誰に対しても積極的に距離を縮めるタイプで、誰ともすぐに仲良くなる。「羨ましい」と思うことはあっても、基本的に嫉妬するようなことは殆ど無い。クラスではパリピのオーラが凄い陽キャかつ人気者で、お気に入りの曲は「真夜中のひまわり」である。
英語のワークの存在を忘れて提出忘れをするなど、成績はあまり良くない。テストにおいても「翼とさゆりんとで勉強したところくらいしか解けなかった」という程であり、5教科総合得点が237点で学年176人中148位と中の下で、絵梨佳や沙友理に心配される有様である。
バス停で北海道に引っ越して初日の翼に偶然出会い、話し込むうちに興味を抱く。クラスメイトになってからは翼を積極的にデートに誘い、一気に距離を縮めるうちに恋愛感情を自覚するようになる。「今が楽しければそれでいい」というスタイルで生きていたが、何にでも一生懸命に取り組む翼に触発されて将来の事を考えるようになり、2年の春にメイクに関する勉強のために2週間の短期留学を行った。
秋野 沙友理（あきの さゆり）
声 - 花守ゆみり
1年4組→2年4組所属で、翼とクラスメイトの女子高校生。翼の好みである黒髪で真面目な清楚系ギャルで、愛称として美波に「さゆりん」、飛鳥に「さゆ姉」と呼ばれ、ゲームでは「たむ」と名乗る。長めの髪型と左目下の泣きぼくろや、特徴的なヘアクリップとチョーカーが特徴。冬は黒のカーディガンとタイツを着用している。クールな雰囲気の美女だが、ゲームが関わると熱くなる。
生まれも育ちも北海道だが、元は旭川市出身で小学校の途中で北見市に引っ越している。但し、美波と違い方言は使わず、身内も祖父母ぐらいしか方言を使わない模様。
汗っかきで、運動するとすぐ汗だくになるのがコンプレックス。そのため、運動の授業を休みがちで周囲から孤立してしまい、ギャルのイメージとは真逆の陰キャである。美波から仲良くなろうと声は掛けられているものの、どう接すればよいのか分からず、苦手意識があり避けていた。また、身だしなみには気を遣っているものの、自身の性格故に怖がられてしまう（声を掛けられにくい）ことを気にしているが、自身について理解や親しみを持った相手は親友として大切にしている。
スキー授業において翼とあまり話そうとしていなかったが、バスの中で汗を拭く姿を翼に偶然目撃されてしまった際に、そこから事情を把握した翼と話し込む。翼とはゲームを通して師弟関係となり、何も知らない翼にゲームについて教える立場となっている。
また、授業の終了間際には自身の直滑降の止め方を教えにきた美波とも関わるようになり、避けていたことを謝る。以降は恋愛やゲームなどの話をする親しい間柄になった。
スキーが初心者で、後日筋肉痛になるなど、翼と共通の体験が多いため美波以上に親密になっており、美波から「自分にもっと構って欲しい」と嫉妬されている。
成績は決して悪くなく、テスト5教科総合得点が386点で学年176人中72位と中の上。毎回平均点は超える程度の成績を残している。
アニメでは好きな人がいる様子が見られないが、日奈の質問で心当たりがあるかのような反応をしてしまい、飛鳥に茶化されている。
夏川 怜奈（なつかわ れな）
声 - 上田麗奈
翼の家の隣に住む高校の先輩で、2年1組→3年2組に所属。ピンクのショートヘアーに和柄のカチューシャが特徴で、右耳に手裏剣模様のピアスを付け、扇子を持ち歩く。制服の上は羽織るのみで、冬は水色のカーディガンを着込む。外国人の血が入っているため彫が深く、ミスコンを2年連続で1位を取る程の美貌で、ネイルやメイクにも造詣が深い。また、問題を一瞬見ただけで回答を導ける程の頭脳を持ち、入学してから学内テスト1位を取り続けている才色兼備。実際、翼に勉強を教えたことで自身の勉強時間が減ったにもかかわらず、5教科総合得点で497点を叩き出し、学年172人中堂々の1位をキープし続けている。
美波にとっては握手まで求める程の憧れの存在（大ファン）で、あまり人を褒めることがない楓からも「綺麗なお嬢さん」と評されている。一方、図書委員ながら図書室で堂々と居眠りをしていたり、和服好きなあまり和服の翼に突然体を預けてきたり、ゴミ捨て場に集まるカラスを木の棒で追い払うなど、何処か変わった行動をすることがあり、つかみどころのない性格である。
歴女であり、見ると理性が保てなくなる程極度の和服フェチ。前述の体を預けた一件もこれが理由だが、翼が好成績を収めた際には自分へのご褒美として、幼少期から憧れであった和服デートを申し込んだ。
他人からの評価を気にするあまり、他人から褒められなければ自分に価値が無いと思っている節があり、時々自分を振り返って落ち込むことがある。和服デートでは、翼と同じ悩みや共通点があることを知り、共感や興味を抱く。直後に眞衣の計らいで焼肉に参加した時には、美波が自身の学力やネイルについて実力を認めていることを知り、安堵している。
アニメでは、翼の家を用事で訪れても不在等で姿を見せないことが多く、翼のことが気になって落ち着かない様子も描かれている。
北海道犬の天才丸（声 - 織部はるか）を飼っている。

### 主要人物の関係者

#### 四季家
花宮 楓（はなみや かえで）
声 - 今泉葉子
翼の祖母で、彼と同居している。門限を含め「この家では私がルールだ」という程厳格な性格である。また、北海道に在住していながら偏見があるのか、吹雪で登校をためらう翼に「吹雪を乗り越えてこそ真の道民になれる」という意味不明な発言をすることもある。
美波といった女性陣が絡むと失敗をする翼を「気が緩んでいる」と解釈し、学年テストで「10位以内に入らなかった場合には東京に帰す」と脅したが、翼が学年3位に入ったため、深入りすることはやめた。
初対面で、翼に作っている弁当を試食したことを明かした美波のことを馴れ馴れしく思っていた（煙たがっていた）ものの、後に「孫を笑顔にしてくれた子」と信頼している。
四季 大空（しき ひろたか）
声 - 高塚正也
翼の父。仕事が忙しい様子で、普段は東京に居る。お人好しな性格で、北見に居る時には翼の突拍子のないお願いに応じるなど、機転を利かせることもある。
人生において後悔をしてほしくない思いがあり、翼には「家庭の事情」で北海道に行かせたことを「正解だった」と告げている。

#### 冬木家
冬木 眞衣（ふゆき まい）
声 - 喜多村英梨
「心は10代」をモットーとする美波と桃子の母で、派手なオレンジ色のロングヘアーが特徴。話し方はギャルそのもので、美波同様に方言も強い。性格も美波にそっくりだが、ノリは美波以上に軽い。美波を「みー」、翼を「つばち」、怜奈を「れなちま」と呼ぶ。初対面の翼が美波の姉かと勘違いする程に若々しい。本人曰く「夫にキャラが似ている」という理由から翼を気に入っており、吹雪など事あるごとに翼を送迎する。
気前が良く、メリカリで臨時収入が入った際には翼らを焼肉に誘ったこともある。
美波が翼と親しくなって以降、美波自身の成長が早いと感じるようになっている。
アニメでは「無理に勉強したところで頭に入らないだろう」と、美波に根を詰めて勉強をさせるようなことはさせず、少し甘やかしている。
冬木 桃子（ふゆき ももこ）
声 - 長江里加
美波の妹で、ダンス教室に通うツインテールの小学2年生。美波のことを「みー姉」と呼ぶ。美波同様に方言が強く、同様に（若干短いが）アホ毛がある。
年齢以上に大人じみた性格で、アニメではテスト期間中の美波には「気が乗らない」という理由で勉強していないことを気にしており、眞衣に対しては「ママはみー姉に甘すぎ」と言い切る程である。
好きな食べ物は道産子にとってはお馴染みのいももち。

#### 北稜高等学校
松尾 隆弓（まつお たかゆみ）
声 - 松岡禎丞
1年4組→2年4組所属で、あだ名は「まっつん」。赤茶色の髪で、制服の下に白のパーカーを着込む翼のクラスメイト。
明るい性格だがお調子者で、不用意な失言で沙友理の逆鱗に触れてしまうことがあるのが玉に瑕である。但し、しっかり反省する一面もある。
翼とは仲が良く、ホワイトデーのお礼として網走湖のワカサギ釣りに呼ぶなど気前は良い。一方で、2年に進級して早々には翼を「東京出身」などの理由で勝手に学級委員長に推薦した。
似鳥 絵梨佳（にとり えりか）
声 - 田辺留依
1年4組→2年4組（原作は2年1組）所属の美波の友人。くすんだエメラルドグリーンのショートヘアで、目元のそばかすが特徴のギャル。2本のヘアクリップと多数のピアスを付けており、紫色のカーディガンを着込む。美波の「おきに（お気に入り）」である翼が、ストレス発散の名目で捕まっていることを気の毒に思っている。
飛鳥（あすか）
声 - 永井真里子
翼の1つ下の学年の後輩ギャル。菫色の短髪で、短パンにウインドブレーカーと、運動しやすい服装が特徴。「あしゅ」「あしゅにゃん」と呼ばれることがある。沙友理の幼馴染で、普段から「さゆ姉」と呼ぶ。アニメでは、沙友理に好きな人がいるか等の詳細を聞き出そうと茶化している。
日奈（ひな）
声 - 久保ユリカ
飛鳥と同学年の親友で、よく行動を共にしている。「ひなちま」「ひーたん」と呼ばれることがある。銀髪のショートヘアで丸い眼鏡を掛けている。美波の追っかけで、理由は「大好きなキャラに酷似している」ため。アニメでは、沙友理に好きな人がいるか気にしていた。
戸口 美彩（とぐち みさ）
声 - 河村梨恵
2年4組の担任で、楕円形の眼鏡にショートボブが特徴。

## インスタントギャルメンコちゃん
『道産子ギャルはなまらめんこい』の前身。キャラバンカップ北海道代表を受賞作品。雑誌未掲載。単行本には未収録になっていたが、ある程度の加筆修正を加え、13巻に特別読切として収録された。
伊科田が24歳の時、締め切り直前に2018年度ジャンプスカウトキャラバンの存在を知り、5日で描き上げて出張編集部に投稿した。編集部は画力と読みやすさを評価する一方で、男の子の絵に個性を付けたら良いと講評した。

## 読切版
『道産子ギャルはなまらめんこい』の読切版。単行本1巻収録。「年末年始!過去最多!史上最強!ジャンプ+読切祭23連弾」第4弾として2019年1月3日に『少年ジャンプ+』にて掲載された。好評であったことから連載が決定し、連載版第0話として第1話と同時に再配信された。

## 書誌情報
- 伊科田海『道産子ギャルはなまらめんこい』 集英社〈ジャンプ・コミックス〉、全14巻
  1. 2019年12月4日発売[1][19]、ISBN 978-4-08-882165-8
  2. 2020年3月4日発売[20]、ISBN 978-4-08-882272-3
  3. 2020年7月3日発売[21]、ISBN 978-4-08-882374-4
  4. 2020年12月4日発売[22]、ISBN 978-4-08-882543-4
  5. 2021年4月2日発売[23]、ISBN 978-4-08-882638-7
  6. 2021年8月4日発売[24]、ISBN 978-4-08-882775-9
  7. 2021年12月3日発売[25]、ISBN 978-4-08-882861-9
  8. 2022年6月3日発売[26]、ISBN 978-4-08-883082-7
  9. 2022年11月4日発売[27]、ISBN 978-4-08-883331-6
  10. 2023年3月3日発売[28]、ISBN 978-4-08-883416-0
  11. 2023年7月4日発売[29]、ISBN 978-4-08-883655-3
  12. 2023年12月4日発売[30]、ISBN 978-4-08-883810-6
  13. 2024年5月2日発売[31]、ISBN 978-4-08-883896-0
  14. 2024年11月1日発売[32]、ISBN 978-4-08-884263-9

## テレビアニメ
2024年1月から3月までテレビ東京ほかにて放送された。2023年12月24日にユナイテッド・シネマ豊洲において先行上映会が実施された。

### スタッフ
- 原作 - 伊科田海[13]
- 総監督・シリーズ構成 - 湊未來[13]
- 監督 - 星野美鈴[13]
- キャラクターデザイン - 佐藤勝行[13]
- プロップデザイン - 株式会社レコメンデーション[33]
- 色彩設計 - 山上愛子[33]
- 美術監督 - 平良亜以子[33]
- 3Dディレクター - 小笠原努[33]
- 撮影監督 - 加納篤[33]
- 編集 - 牧信公[33]
- 音響監督 - 立石弥生[33]
- 音響効果 - 中島勝大
- 音楽 - 高尾奏之介[33]
- 音楽制作 - ポニーキャニオン
- 音楽プロデューサー - 三輪靖史
- プロデューサー - 松本拓也、山川典夫、宮治舞、広岡雅晴、福井詔雄
- アニメーションプロデューサー - 金子逸人、𠮷田昇央
- 制作 - SILVER LINK.、BLADE[13]
- 製作 - 「道産子ギャルはなまらめんこい」製作委員会

### 主題歌
「なまらめんこいギャル」
オーイシマサヨシによるオープニングテーマ。作詞・作曲・編曲は大石昌良。
だい11わではオーイシマサヨシを模したキャラが登場し、劇中歌としてこの歌を披露する演出があった。
「わやわやわー!」
亜咲花によるエンディングテーマ。作詞・作曲は大石昌良、編曲は大石昌良とeba。

### 各話リスト
| 話数     | サブタイトル                 | 脚本       | 絵コンテ        | 演出     | 作画監督                                                                    | 総作画監督                    | 初放送日      |
| -------- | ---------------------------- | ---------- | --------------- | -------- | --------------------------------------------------------------------------- | ----------------------------- | ------------- |
| だい1わ  | 道産子ギャルはなまらめんこい | 湊未來     | 星野美鈴        | 星野美鈴 | 小澤円 能地清 中島大智 浪上悠里 永田正美                                    | 佐藤勝行                      | 2024年 1月9日 |
| だい2わ  | かまくらの中はなまらぬくい   | 星野七海   | 沖田宮奈        | 安藤健   | 北島勇樹 森悦史 飯飼一幸 寿夢龍 明光 龍光 ホン・イェナ                      | 反町司 川島尚 佐藤勝行        | 1月16日       |
| だい3わ  | 秋野さんはなまらつれない     | 森江美咲   | アミノテツロ    | 所俊克   | 洪範錫 浪上悠里 重國浩子 Studio EverGreen 24FPS ホン・イェナ                | 反町司 川島尚 佐藤勝行        | 1月23日       |
| だい4わ  | 夜の電話はなまらもちょこい   | 横手美智子 | 吉川浩司 竹内光 | 白石道太 | 志賀道憲 臼田美夫 吴晓菜                                                    | 反町司 川島尚 佐藤勝行        | 1月30日       |
| だい5わ  | なまら苦くてなまら甘い       | 星野七海   | 沖田宮奈        | 又野弘道 | 小澤円 𠮷田肇 外山陽介 永田正美 Big Owl CJT 龍光                            | 反町司 川島尚 佐藤勝行        | 2月6日        |
| だい6わ  | 夏川先輩はなまらきりょーよし | 森江美咲   | 古川順康        | 星野美鈴 | 寿夢龍 中島大智 永田正美 能地清 ホン・イェナ                                | 反町司 川島尚 佐藤勝行        | 2月13日       |
| だい7わ  | 期末試験はなまらゆるくない   | 森江美咲   | 吉川浩司 竹内光 | 菱川直樹 | 森悦史 飯飼一幸 洪範錫 寿夢龍 RadPlus                                       | 反町司 佐藤勝行               | 2月20日       |
| だい8わ  | みんなで焼肉はなまらうまい   | 横手美智子 | 沖田宮奈        | 星野美鈴 | 松下純子 南伸一郎 飯飼一幸 北島勇樹 st μ Big Owl 龍光 星野園 ホン・イェナ   | 反町司 川島尚 佐藤勝行        | 2月27日       |
| だい9わ  | 網走湖はなまらあずましい     | 横手美智子 | 沖田宮奈        | 白石道太 | 杭新华 江湧 杨国福 YUKI 顾金秋 今門卓也                                     | 反町司 川島尚 佐藤勝行        | 3月5日        |
| だい10わ | 時はなまら流らさる           | 横手美智子 | 吉川浩司 竹内光 | 所俊克   | 楊小花 ガストラップ 西郷 046 西塔 クォーソン Big Owl 光の園・アニメーション | 反町司 佐藤勝行               | 3月12日       |
| だい11わ | 青春ってなまらえもい         | 星野七海   | 悲田院みお      | 川面真也 | 歩宇 武志鵬 櫻井拓郎 駄場功益 星野美波 悲田院水派                           | 川島尚 佐藤勝行               | 3月19日       |
| だい12わ | 君がいないとなまらいずい     | 湊未來     | 沖田宮奈        | 星野美鈴 | 永田正美 能地清 浪上悠里 小澤円 北島勇樹 ホン・イェナ                       | 反町司 川島尚 寿夢龍 佐藤勝行 | 3月26日       |

### 放送局
| 放送期間               | 放送時間                     | 放送局       | 対象地域   | 備考                            |
| ---------------------- | ---------------------------- | ------------ | ---------- | ------------------------------- |
| 2024年1月9日 - 3月26日 | 火曜 0:30 - 1:00（月曜深夜） | テレビ東京   | 関東広域圏 | 製作参加                        |
|                        |                              | テレビ北海道 | 北海道     | 製作参加 / 舞台地・作者の出身地 |
|                        |                              | BSテレ東     | 日本全域   | BS/BS4K放送                     |
|                        | 火曜 21:00 - 21:30           | AT-X         | 日本全域   | CS放送 / リピート放送あり       |
| 全局で字幕放送を実施   |                              |              |            |                                 |

| 配信開始日    | 配信時間                   | 配信サイト |
| ------------- | -------------------------- | --- |
| 2024年1月9日  | 火曜 1:00（月曜深夜） 更新 | DMM TV dアニメストア |
| 2024年1月14日 | 日曜 1:00（土曜深夜） 更新 | U-NEXT アニメ放題 ABEMA Amazon Prime Video FOD バンダイチャンネル Hulu アニメタイムズ Lemino niconico ネットもテレ東 TVer クランクイン!ビデオ |
|               | 日曜 12:00 更新            | HAPPY!動画 |
| 2024年1月15日 | 月曜 0:00（日曜深夜） 更新 | TELASA J:COM STREAM 見放題 auスマートパスプレミアム milplus                                                                                   |
| 未定          | 全話放送終了後より順次     | ビデオマーケット カンテレドーガ music.jp |

### BD
| 巻 | 発売日       | 収録話         | 規格品番       | 規格品番   |
| 巻 | 発売日       | 収録話         | きゃにめ限定版 | 通常版     |
| -- | ------------ | -------------- | -------------- | ---------- |
| 1  | 2024年4月3日 | 第1話 - 第4話  | SCXP-00171     | PCXP-51111 |
| 2  | 2024年5月8日 | 第5話 - 第8話  | SCXP-00172     | PCXP-51112 |
| 3  | 2024年6月5日 | 第9話 - 第12話 | SCXP-00173     | PCXP-51113 |

### ラジオ番組
『道産子ギャルはなまらめんこい　〜どさこいラジオ〜』のタイトルで、AIR-G'（エフエム北海道）にて2024年1月4日から同年3月28日まで毎週木曜 21時30分から放送した。テレビアニメのキャストが週替わりで出演する。
パーソナリティ
1. 永井真里子（飛鳥役）
2. 佐倉綾音（冬木美波役）
3. 島﨑信長（四季翼役）＆松岡禎丞（松尾隆弓役）
4. 高尾奏之介（劇伴音楽担当）
5. 花守ゆみり（秋野沙友理役）
6. オーイシマサヨシ（オープニング主題歌担当）＆亜咲花（エンディング主題歌担当）
7. 島崎信長（四季翼役）＆佐倉綾音（冬木美波役）[42]
8. 上田麗奈（夏川怜奈役）
9. 長江里加（冬木桃子役）
10. 長江里加（冬木桃子役）&永井真里子（飛鳥役）
11. 佐倉綾音（冬木美波役）
12. 伊科田海（原作者）
13. 喜多村英梨（冬木眞衣役）&島崎信長（四季翼役）